# Vyšná Myšľa
Vyšná Myšľa (bis 1927 slowakisch „Vyšná Misla“; ungarisch Felsőmislye) ist eine Gemeinde im Osten der Slowakei mit 999 Einwohnern (Stand 31. Dezember 2024), die zum Okres Košice-okolie, einem Teil des Košický kraj, gehört.

## Geographie

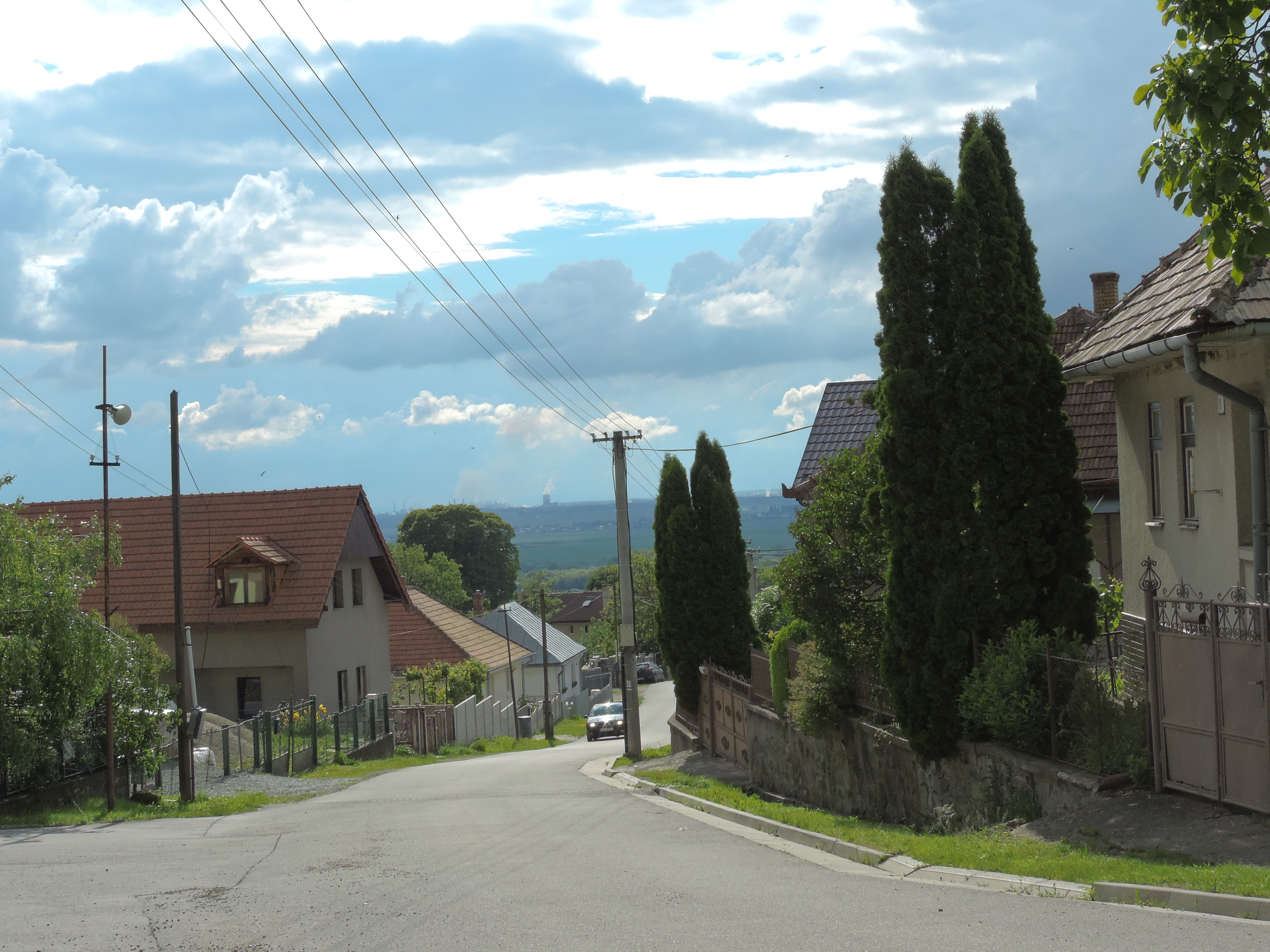
Eine Straße im Ort

Die Gemeinde befindet sich im Südosten des Talkessels Košická kotlina am Hang des östlich gelegenen Gebirges Slanské vrchy, am linken Ufer der Oľšava. Das Ortszentrum liegt auf einer Höhe von 233 m n.m. und ist 16 Kilometer von Košice entfernt.
Nachbargemeinden sind Bohdanovce im Norden, Rákoš im Osten, Skároš im Süden, Ždaňa im Südwesten und Nižná Myšľa im Westen.

## Geschichte
Vyšná Myšľa wurde zum ersten Mal 1325 als Fel Misle schriftlich erwähnt und gehörte zum Gut der Propstei im benachbarten Ort Nižná Myšľa. 1427 wurden nach einem Steuerverzeichnis 25 Porta verzeichnet. 1720 gab es hier vier bewohnte Haushalte, 1828 zählte man 116 Häuser und 854 Einwohner, die als Landwirte beschäftigt waren.
Bis 1918/1919 gehörte der im Komitat Abaúj-Torna liegende Ort zum Königreich Ungarn und kam danach zur Tschechoslowakei beziehungsweise heute Slowakei. Zwischen 1938 und 1944 gehörte er auf Grund des Ersten Wiener Schiedsspruches noch einmal zu Ungarn.

## Bevölkerung
| Jahr                | 1994 | 2004    | 2014    | 2024    |
| ------------------- | ---- | ------- | ------- | ------- |
| Anzahl der Personen | 840  | 888     | 971     | 999     |
| Unterschied         |      | +5,71 % | +9,34 % | +2,88 % |

| Jahr                | 2023 | 2024 |
| ------------------- | ---- | ---- |
| Anzahl der Personen | 999  | 999  |
| Unterschied         |      | +0 % |

Gemäß der Volkszählung 2011 wohnten in Vyšná Myšľa 951 Einwohner, davon 893 Slowaken, drei Tschechen sowie jeweils ein Deutscher, Magyare und Ukrainer. Ein Einwohner gab eine andere Ethnie an und 51 Einwohner machten keine Angabe zur Ethnie.
829 Einwohner bekannten sich zur römisch-katholischen Kirche, 19 Einwohner zur griechisch-katholischen Kirche, neun Einwohner zur reformierten Kirche sowie jeweils zwei Einwohner zur Evangelischen Kirche A. B. und zur orthodoxen Kirche; zwei Einwohner bekannten sich zu einer anderen Konfession. 22 Einwohner waren konfessionslos und bei 66 Einwohnern wurde die Konfession nicht ermittelt.

## Bauwerke und Denkmäler
- römisch-katholische Kirche aus dem Jahr 1894

## Verkehr
Vyšná Myšľa besitzt eine Haltestelle an der Bahnstrecke Košice–Tschop.